# Liste de croix de chemins à Belle-Île-en-Mer
La liste de croix de chemins à Belle-Île-en-Mer recense de manière non exhaustive les vingt-six croix de chemins que compte Belle-Île-en-Mer, île du département du Morbihan.

## Liste de croix de chemins
| Croix                                                       | Commune   | Époque de construction        | Notice Mérimée                                                            | Coordonnées                        | Commentaires | Illustration |
| ----------------------------------------------------------- | --------- | ----------------------------- | ------------------------------------------------------------------------- | ---------------------------------- | --- | ------------ |
| Croix de Bortémon                                           | Bangor    | 1802                          |                                                                           | 47° 18′ 49″ nord, 3° 10′ 42″ ouest | Croix en pierre construite en l'honneur des Acadiens déportés à Belle-Île en 1765. |              |
| Croix de Tinéüé                                             | Bangor    | 1923                          |                                                                           | 47° 19′ 15″ nord, 3° 12′ 04″ ouest | Croix en fonte installée en 1923 sur l'emplacement d'un calvaire en bois, datant de 1825, détruit par une tempête.                                                                                                 |              |
| Croix de Borsarazin                                         | Locmaria  |                               | « IA00009006 », notice no IA00009006                                      | 47° 18′ 57″ nord, 3° 07′ 45″ ouest | Croix en pierre |              |
| Croix du bourg de Locmaria ou Croix des morts               | Locmaria  | 1857                          | « IA00008237 », notice no IA00008237 « IA00009006 », notice no IA00009006 | 47° 17′ 39″ nord, 3° 04′ 58″ ouest | Croix en pierre |              |
| Croix du Colety                                             | Locmaria  | XIXe siècle Restaurée en 1930 | « IA00009006 », notice no IA00009006                                      | 47° 18′ 08″ nord, 3° 05′ 10″ ouest | Croix en fer forgé |              |
| Croix de Kerdalidec                                         | Locmaria  |                               | « IA00009006 », notice no IA00009006                                      | 47° 17′ 44″ nord, 3° 05′ 49″ ouest | Croix en pierre |              |
| Croix de Kerdavid                                           | Locmaria  |                               | « IA00009006 », notice no IA00009006                                      | 47° 18′ 15″ nord, 3° 06′ 21″ ouest | Croix en pierre |              |
| Croix de Keroulep                                           | Locmaria  | XVIIIe siècle                 | « IA00008224 », notice no IA00008224 « IA00009006 », notice no IA00009006 | 47° 17′ 55″ nord, 3° 05′ 24″ ouest | Croix taillée dans un bloc de schiste |              |
| Croix de Kervic                                             | Locmaria  |                               | « IA00009006 », notice no IA00009006                                      | 47° 18′ 30″ nord, 3° 07′ 15″ ouest | Croix en pierre |              |
| Croix de Kerzo ou Croix de Caradec                          | Locmaria  | XIXe siècle                   | « IA00009006 », notice no IA00009006                                      | 47° 18′ 11″ nord, 3° 04′ 43″ ouest | Croix en pierre portant le nom de l’aumônier de la forteresse du Palais, Louis Olivier Caradec, mort en 1824. La croix est mentionnée en 1836.                                                                     |              |
| Croas Ru ou Croix Rouge ou Croix de Bovran                  | Locmaria  | XVIIIe siècle                 | « IA00008225 », notice no IA00008225 « IA00009006 », notice no IA00009006 | 47° 17′ 35″ nord, 3° 05′ 09″ ouest | Croix en granite |              |
| Croix du Run                                                | Locmaria  | 1940                          | « IA00008226 », notice no IA00008226 « IA00009006 », notice no IA00009006 | 47° 17′ 32″ nord, 3° 05′ 52″ ouest | Croix en granite et schiste, située au point culminant de l'île, à 71 m d'altitude. La croix actuelle a été sculptée par Aimé Samzun.                                                                              |              |
| Croix de Bordardoué                                         | Le Palais |                               |                                                                           |                                    | |              |
| Ancienne croix de l'église de Palais, installée à Kerviniec | Le Palais | 1906, 1992                    |                                                                           | 47° 19′ 36″ nord, 3° 07′ 35″ ouest | Croix en fer forgé. Cette croix a été installée au sommet du pignon ouest de l'église de Palais en 1906. Elle a été descendue lors des travaux en 1992, et installée dans les landes dominant l'anse de Kerviniec. |              |
| Croix du Bordustar                                          | Le Palais | XVIIIe siècle                 | « IA00008191 », notice no IA00008191                                      | 47° 20′ 35″ nord, 3° 10′ 59″ ouest | Croix en schiste |              |
| Croix de Borgroix                                           | Sauzon    | XVIIe siècle                  |                                                                           |                                    | |              |
| Croix de Bortentrion                                        | Sauzon    |                               |                                                                           |                                    | |              |
| Croix de Kervellan                                          | Sauzon    |                               |                                                                           | 47° 20′ 20″ nord, 3° 12′ 38″ ouest | |              |
| Croix de Logonnet                                           | Sauzon    | XVIe siècle                   | « IA00008255 », notice no IA00008255                                      | 47° 21′ 32″ nord, 3° 13′ 35″ ouest | Croix en granite du XVIe siècle |              |

## Autres croix et calvaires
| Croix                          | Commune   | Époque de construction | Notice Mérimée                       | Coordonnées                        | Commentaires | Illustration |
| ------------------------------ | --------- | ---------------------- | ------------------------------------ | ---------------------------------- | --- | ------------ |
| Croix du cimetière de Locmaria | Locmaria  | XIXe siècle            | « IA00008227 », notice no IA00008227 | 47° 17′ 42″ nord, 3° 05′ 06″ ouest | Croix en granite, haute de 2,40 mètres, construite au XIXe siècle avec la dalle tombale du Curé Lesben décédé le 19 avril 1741. |              |
| Calvaire de Penhoët            | Sauzon    |                        |                                      | 47° 22′ 59″ nord, 3° 14′ 28″ ouest | Calvaire en fer forgé au bord de la grotte de Penhoët                                                                           |              |
| Calvaire, route de Sauzon      | Le Palais |                        |                                      | 47° 20′ 59″ nord, 3° 09′ 52″ ouest | |              |

## Carte
| Croix de Bortémon Croix de Tinéüé Croix de Borsarazin Croix du bourg de Locmaria Croix du Colety Croix de Kerdalidec Croix de Kerdavid Croix de Keroulep Croix de Kervic Croas Ru Croix du Run Croix du Bordustar Croix de Kervellan Croix de Logonnet Croix de cimetière de Locmaria Calvaire du Penhoët Calvaire, route de Sauzon Croix de Kerviniec |